# George Murray (lieutenant-gouverneur)
Pour les articles homonymes, voir George Murray et Murray.
George Murray (6 février 1772, Perth – 28 juillet 1846), est un militaire et homme politique écossais, le second fils de William Murray d'Ochtertyre, 5e baronnet, et de Lady Augusta Mackenzie.

## Biographie
Après des études à la High School et à l'université d'Édimbourg, il entre à 17 ans, en 1789, dans le 71e régiment d'infanterie et obtient le grade de capitaine en 1794 ; il est affecté en Flandre (1794-1795), aux Antilles en Angleterre et en Irlande (1798-1799). En 1799 il est nommé Lieutenant-Colonel et entra dans le Train des équipages. Il acquiert une grande réputation comme commandant en chef du Train (1808-1811) pendant la guerre d'Espagne sous les ordres du duc de Wellington et est nommé colonel en 1809.
Après un court séjour dans le Train en Irlande, il retourne en Espagne comme général de division (1813-1814) et est fait chevalier grand-croix de l'ordre du Bain en 1813. De décembre 1814 à mai 1815, il est envoyé comme gouverneur du Haut-Canada et chargé d'en moderniser les défenses. Il retourne rapidement en Europe après le retour de Napoléon Ier de l'île d'Elbe mais arrive trop tard pour participer à la bataille de Waterloo.
Après la fin de la guerre, Murray est nommé chef des armées d'occupation en France puis commandant de l'Académie royale militaire (1819). Il est nommé « professeur à titre honorifique » de l'université d'Oxford en 1820 et membre de la Royal Society en 1824. 

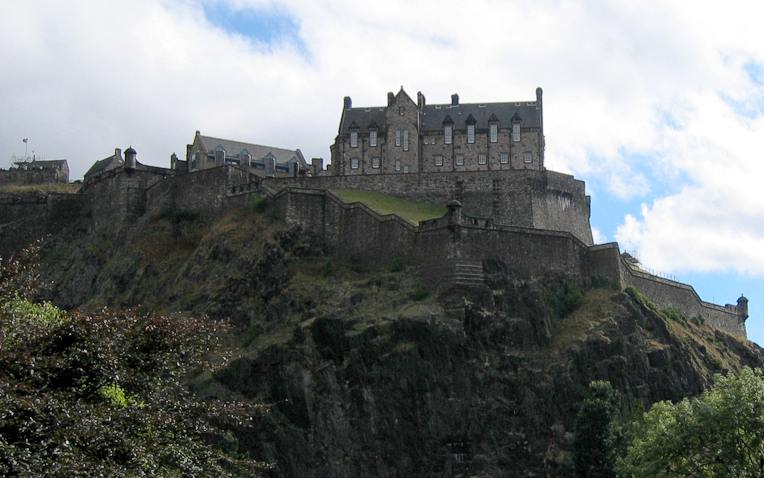
Le château d'Édimbourg

En 1825, il épouse Louisa Erskine, veuve de James Erskine of Torrie (1772-1825) dont il a une fille.
Il est ensuite nommé Lieutenant Général de l'Intendance puis, en 1828, commandant en chef des forces armées en Irlande et devient secrétaire d'État à la Guerre et aux Colonies.
Il est Master-General de l'intendance entre 1834 et 1835 et entre 1841 et 1846.
Le fleuve Murray en Australie et la Murray House à Hong Kong lui doivent leur nom. Il est représentant de son comté natal, le comté de Perth au Parlement, aussi la ville de Perth, capitale de l'Australie-Occidentale, lui doit indirectement son nom.
Membre du parti Tory, battu dans son comté natal, il tente en vain de se faire élire d'abord à Westminster puis à Manchester respectivement en 1839 et 1841. Il est président de la Société royale de géographie de 1833 à 1835 et gouverneur du château d'Édimbourg.
Il meurt chez lui à l'âge de 74 ans. Il est enterré au cimetière Kensal Green à Londres.